# Lychnos (Jahrbuch)
Die Zeitschrift Lychnos ist ein in Schweden erscheinendes Jahrbuch für Ideengeschichte und Wissenschaftsgeschichte. Lychnos enthält hauptsächlich schwedischsprachige Beiträge, die einem Peer-Review-Prozess durchlaufen haben und Besprechungen internationaler Fachliteratur. Als Herausgeberin fungiert die „Lärdomshistoriska Samfundet“ „Swedish History of Science Society“. Die redaktionelle Arbeit erfolgt durch das Office for History of Science an der Universität Uppsala.
Ehemalige Chefredakteure sind:
- Johan Nordström (1936–1949)
- Sten Lindroth (1950–1980)
- Gunnar Eriksson (Historiker) (1980–1990)
- Karin Johannisson (1990–2000)
- Sven Widmalm (2000–2006)
- Bosse Holmqvist (seit 2006)